# Schorn (Taunus)
Der Schorn ist eine 474,4 m ü. NHN hohe Erhebung des Taunus bei Cleeberg im mittelhessischen Landkreis Gießen.

## Geographische Lage
Der Schorn befindet sich im Naturpark Taunus im südwestlichen Gemeindegebiet von Langgöns, etwa 1 km südlich von dessen Ortsteil Cleeberg und 2,5 km nordwestlich vom jenseits des Gaulskopf (474 m) gelegenen Langgönser Ortsteil Espa. Über seinen Südausläufer Altenwald (421,2 m) fällt er zum im benachbarten Lahn-Dill-Kreis liegenden Weiperfelden (Ortsteil von Waldsolms) ab. Etwas südöstlich der teilweise bewaldeten Erhebung liegt der Bauernhof Jagdhaus.
Nördlich des Schorn entspringt der Aulbachsgrundbach, der in Cleeberg in den Kleebach mündet, letzteren speist etwas oberhalb von Cleeberg auch der östlich der Erhebung entspringende Reihegrundbach. Südöstlich entspringt der Hohlbach, der direkt oberhalb von Weiperfelden in den Solmsbach mündet.

## Berghöhe
Der Schorn ist 474,4 m ü. NHN hoch. Die oftmals angegebene Höhe von 438 oder 438,3 m bezieht sich auf einen etwa 200 m ostnordöstlich des Berggipfels am Waldrand gelegenen Messpunkt (⊙).

## Naturräumliche Zuordnung
Der Schorn gehört in der naturräumlichen Haupteinheitengruppe Taunus (Nr. 30) in der Haupteinheit Östlicher Hintertaunus (302) zum Naturraum Wetzlarer Hintertaunus (302.0), wobei sich auf der Südflanke seines Ausläufers Altenwald bei Weiperfelden der Naturraum Bodenroder Kuppen (302.2) anschließt.